# Monte Robinet
Pour les articles homonymes, voir robinet.
Le monte Robinet est une montagne qui s'élève à 2 676 ou 2 679 m d'altitude dans les Alpes cottiennes. Il domine la val de Suse et le val Cluson.
La montagne est incluse dans le parc naturel Orsiera-Rocciavrè.

## Géographie
La montagne est située en amont du val Sangone (it) et à 500 mètres au sud de la ligne de partage des eaux entre val Cluson et val de Suse.

## Ascension

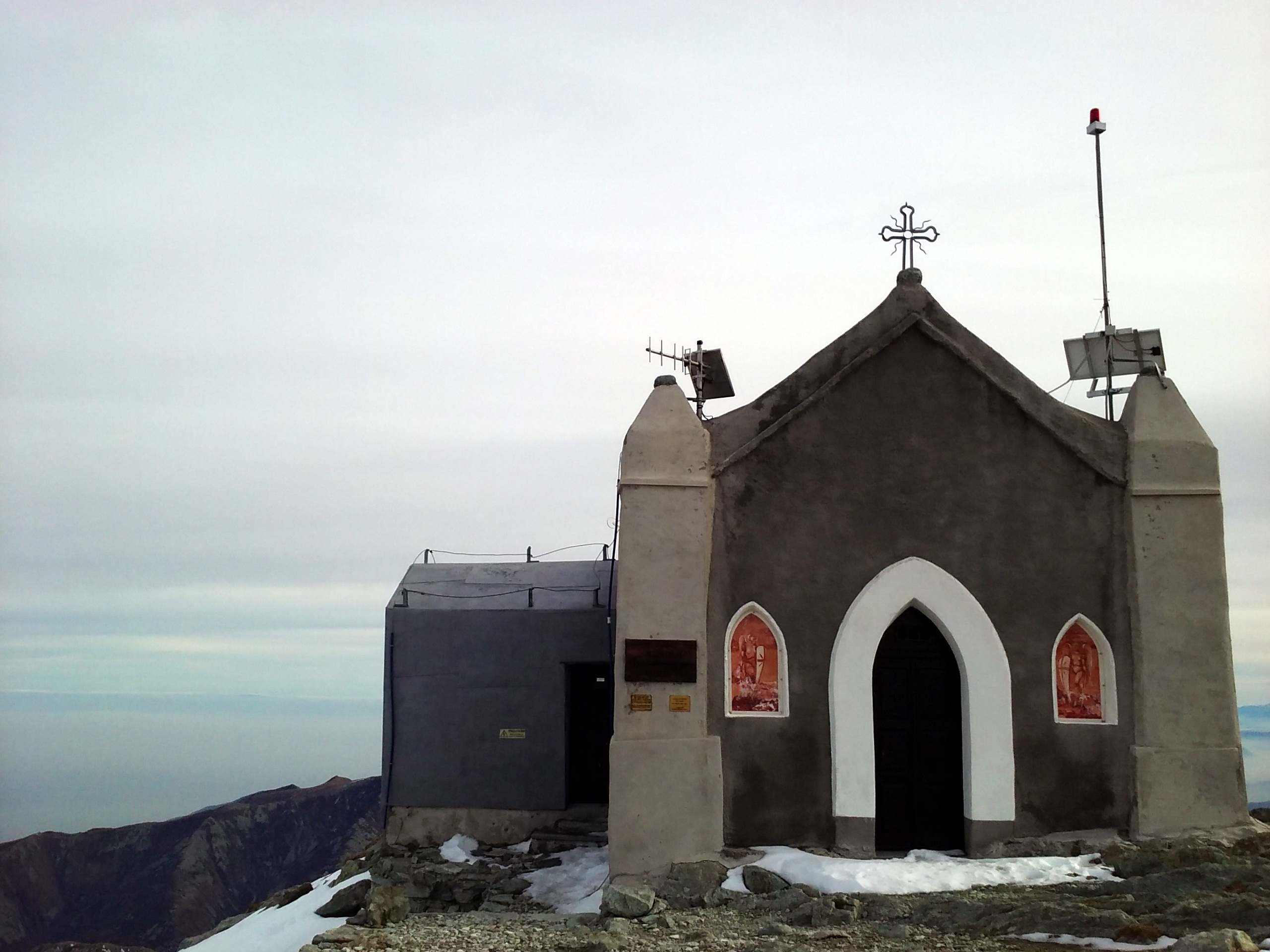
Vue de la chapelle.

Diverses voies de randonnée (niveau maximum EE) mènent vers le sommet. Un itinéraire depuis le val Sangone passe par le col Robinet et rejoint le sommet en quelques minutes. Un autre monte depuis le vallon de Rouen Robinet et au refuge Selleries (it).
Au sommet se trouve une chapelle érigée en 1900 qui a été dédiée au culte de sainte-Marie des Anges, ainsi qu'un petit bivouac adjacent de cinq lits alimenté par un générateur photovoltaïque.